# Eremias kavirensis
Eremias kavirensis es una especie de lagarto del género Eremias, familia Lacertidae, orden Squamata. Fue descrita científicamente por Mozaffari & Parham en 2007.

## Descripción
La longitud hocico-respiradero es de 69 milímetros y presenta un peso de 7,6 gramos.

## Distribución
Se distribuye por Irán.